# Kim Gvangszok (énekes)
Kim Gvangszok (hangul: 김광석, handzsa: 金光石, RR: Kim Kwang-seok; Tegu (Daegu), 1964. január 22. – Szöul (Seoul), 1996. január 6.) dél-koreai folk énekes, szájharmonikás. A Kettongi (개똥이, Gaettongi) című musicallel debütált, ami politikai utalású dalokat tartalmazott és a szövegíró, egyben aktivista Kim Mingi (Kim Min-ki) rendezte 1984-ben. Szintén részt vett az aktivistákból és énekesekből álló együttes, a Song Seekers első hivatalos albumának kiadásán, 1987-ben. Híressé 1988-ban, Tongmulvon (동물원, Dongmulwon) nevű együttesével vált (angol nevük „The Zoo” volt). 6 stúdióalbumot, és 5 válogatásalbumot adott ki, és számos slágere volt, mint például Korieszo (거리에서, Georieseo) („Az utcán”), Szaranghetcsiman (사랑했지만, Saranghaessjiman) („A szerelem elmúlt”), Idungbjongi phjondzsi (이등병의 편지, Ideungbyeong-ui Pyeonji) („Egy közlegény levele”) és Nai nore (나의 노래, Na-ui norae) („Az én dalom”).
1996. január 6-án öngyilkos lett, felakasztotta magát.

## Zeneszámai filmekben
- A 2000-ben készült Demilitarizált övezet: JSA ( Joint Security Area) című filmben több száma is szerepel, köztük a Pucshidzsi anhun phjondzsi (부치지 않은 편지, Buchiji anheun pyeonji) („Elküldetlen levél”) és az Irona (일어나, Ireona) („Talpra”).